# Down (Breaking Bad)
Down is de vierde aflevering van het tweede seizoen van de televisieserie Breaking Bad. De aflevering werd voor het eerst uitgezonden op 29 maart 2009.

## Verhaal
Jesse is blut en ontmoet Walter in een tankstation. Hij vraagt om de helft van het geld van Walt, omdat ze hadden afgesproken dat ze het geld zouden delen. Walt zegt dat Jesse niet moet zeuren en dat hij zelf het het geld is kwijtgeraakt, maar geeft hem toch 600 dollar. De volgende morgen maakt Walter pannenkoeken voor zijn vrouw en zoon. Skyler vraagt opnieuw naar de tweede mobiele telefoon van Walter, en hij vertelt haar dat ze misschien zijn alarm heeft gehoord dat hij gebruikt als herinnering voor zijn medicijnen. Jesse moet uit het huis van zijn tante. Hij smeekt zijn moeder om hem in het huis te laten wonen, maar zijn moeder laat al zijn spullen uit zijn huis halen. Jesse belt Walter voor hulp, maar hij wil er niets van weten, en wil dat Jesse niet meer belt. Jesse gaat naar een schoolvriend en vraagt of hij daar een aantal nachten kan slapen, maar de vrouw van Paul vindt het niet goed. Jesse gaat naar zijn RV en klimt over het hek van de parkeerplaats en slaapt die nacht in de RV. Skyler gaat voor de tweede keer zonder iets te zeggen het huis uit en Walter begint zich te ergeren. Walter vertelt Skyler dat hij niet weet wat Skyler wil dat hij zegt en Skyler vertrekt weer. Walter volgt haar tot aan haar auto, en ziet daar de RV geparkeerd staan. Jesse is met de RV door het hek gereden naar Walt toe en vraagt hem opnieuw om geld, maar Walter wil het nog steeds niet geven. Walt en Jesse beginnen te worstelen en Jesse begint Walter te wurgen. Op het laatste moment stopt hij en vraagt Walter of Jesse zin heeft in ontbijt.

## Titel
Dit is de tweede aflevering waarin de aflevering begint met de teddybeer die in het water drijft. Het is de tweede titel van de vier afleveringen die samen Seven Thirty-Seven Down Over ABQ vormen.